# Villarta de los Montes
Villarta de los Montes és un municipi de la província de Badajoz, a la comunitat autònoma d'Extremadura. limita al nord amb Bohonal de los Montes i Horcajo de los Montes, a l'est amb Helechosa de los Montes, al sud amb Fuenlabrada de los Montes i Puebla de Don Rodrigo i a l'oest amb Navalpino i Puebla de Don Rodrigo.